# Wasser ist ein Menschenrecht!
Wasser ist ein Menschenrecht! heißt eine Europäische Bürgerinitiative, die fordert, dass die Europäische Kommission ein Recht auf Wasser und auf sanitäre Grundversorgung als Menschenrechte entsprechend der Resolution der Vereinten Nationen (siehe Recht auf Zugang zu sauberem Wasser, 2010) in den Gesetzen verankern und eine funktionierende Wasser- und Abwasserwirtschaft als existenzsichernde öffentliche Dienstleistung für alle Menschen fördern soll. Die Wasserwirtschaft soll von der EU-weiten Liberalisierungsagenda ausgeschlossen sein. Die Initiative wurde am 10. Mai 2012 registriert und sammelte bis Ende Oktober 2013 insgesamt 1.659.543 anerkannte Unterschriften, gesponsert vom Europäischen Gewerkschaftsverband für den Öffentlichen Dienst (EGÖD, engl. EPSU) im Europäischen Gewerkschaftsbund.
Maßgeblich unterstützt wurde die Initiative von ver.di. Der Deutsche Bundestag lehnte entsprechende Anliegen mehrerer Fraktionen bereits im Februar 2013 ab (225. Sitzung vom 28. Februar 2013 TOP 9, ZP 7 Privatisierung der Wasserversorgung).
Die Europäische Kommission stellte am 19. März 2014 fest, dass dies die erste europäische Bürgerinitiative sei, die die Anforderungen der Verordnung des Europäischen Parlaments und des Rates über die Bürgerinitiative erfüllt. Die Mindestzahl der unterstützenden Unterschriften wurde in 13 Mitgliedstaaten erreicht. Die Organisatoren wurden am 17. Februar 2014 von der Kommission empfangen und erhielten die Gelegenheit, ihre Initiative in einer öffentlichen Anhörung im Europäischen Parlament vorzustellen. Die Kommission entschied aber nicht wie gefordert eine neue europäische Gesetzesvorlage vorzulegen, sondern nur allgemein Konsultationen einzuleiten, um den Zugang zu hochwertigem Wasser in der EU zu verbessern.